# Leif Garrett
Leif Per Nervik (Hollywood), 8 november 1961), beter bekend onder zijn artiestennaam Leif Garrett, is een Amerikaans zanger en acteur. Zijn familie is van Noorse afkomst.
Garrett bracht verschillende albums uit en had in 1979 een wereldhit met I was made for dancin'. Door overmatig drugsgebruik kwam Garrett regelmatig negatief in het nieuws. In februari 2006 meldde hij zich vrijwillig bij een afkickkliniek, omdat een afkickprogramma vanuit huis geen resultaat had. De zanger onderging eerder therapie, nadat hij was betrapt op het bezit van cocaïne en heroïne.
In 1983 speelde hij in de Francis Ford Coppola-film The Outsiders.
In september 2006 deed Garrett mee aan de Amerikaanse (prominenten)jubileumeditie van het televisieprogramma Fear Factor. Hij won de finale en ontving de hoofdprijs van 50.000 dollar.

## NPO Radio 2 Top 2000
Van Leif Garrett stond alleen I was made for dancin' in 2000 in de NPO Radio 2 Top 2000, op plek 1773.
- Bibliothèque nationale de France: cb14038158v (data)
- Gemeinsame Normdatei: 134381815
- International Standard Name Identifier: 0000 0000 7840 9536
- Library of Congress Control Number: n79132296
- MusicBrainz: d2b49663-b280-499e-89d1-3e2522f031bb
- Bibliotheek van het Japanse parlement: 00620714
- Virtual International Authority File: 69130274
- WorldCat: E39PBJkCY6xd98cQtk7RQyJxDq